# Бэд-Акс
Бэд-Акс (англ. Bad Axe) — город в американском штате Мичиган и административный центр округа Хьюрон в районе Большого пальца Нижнего полуострова. По данным переписи 2020 года, численность населения составляла 3021 человек, что делает его крупнейшим населенным пунктом в округе Хюьрон и вторым по величине в Верхнем Пальце после Каро.

## История
Город был основан в 1905 году. Необычное название относится ко времени его заселения. Во время обследования первой государственной дороги через дикую местность округа Гурон в 1861 году Рудольф Папст и Джордж Уиллис Пак разбили лагерь на месте будущего города и нашли часто используемый и сильно поврежденный топор. По предложению Пака Папст использовал название «Лагерь Бэд-Акс» в протоколе опроса и на указателе, который он разместил вдоль главной тропы. Первое почтовое отделение в Бэд-Аксе было открыто в 1870 году.

## География
По данным Бюро переписи населения США, площадь города составляет 2,26 квадратных миль (5,85 км2), вся суша.

## Климат
В этом климатическом регионе наблюдаются большие сезонные перепады температур, от теплого до жаркого (и часто влажного) лета и холодной (иногда очень холодной) зимы. Согласно системе классификации климата Кёппена, в Бэд-Аксе влажный континентальный климат, обозначаемый на климатических картах сокращенно «Dfb».

## Демография

### Перепись населения 2010 года
По данным переписи 2010 года, в городе проживало 3129 человек, 1358 домохозяйств и 760 семей. Плотность населения составляла 1384,5 жителя на квадратную милю (534,6/км²). Насчитывалось 1546 единиц жилья со средней плотностью 684,1 на квадратную милю (264,1/км²). Расовый состав населения города составлял 95,1 % белых, 0,8 % афроамериканцев, 0,9 % коренных американцев, 1,5 % азиатов, 0,4 % — представителей других рас и 1,2 % — представителей двух или более рас. Испаноязычные или латиноамериканцы любой расы составляли 2,4 % населения.
Насчитывалось 1358 домохозяйств, из которых в 27,5 % воспитывались дети в возрасте до 18 лет, проживающие с ними, 36,8 % представляли собой супружеские пары, проживающие вместе, в 14,7 % домохозяйств женщины проживали без мужей, в 4,4 % домохозяйств мужчины проживали без жен и в 44,0 % домохозяйств семей не было. 38,7 % всех домохозяйств состояли из одного человека, и в 17 % из них проживали одинокие люди в возрасте 65 лет и старше. Средний размер домохозяйства — 2,16, а семьи — 2,81 человека.
Средний возраст жителя города составлял 42,9 лет. 21,3 % жителей были младше 18 лет; 8,3 % — в возрасте от 18 до 24 лет; 23,2 % — в возрасте от 25 до 44; 26,6 % — от 45 до 64; и 20,5 % — в возрасте 65 лет и старше. Гендерный состав населения города составлял 46,5 % мужчин и 53,5 % женщин.

### Перепись населения 2000 года
По данным переписи 2000 года в городе проживало 3462 человека, 1418 домохозяйств и 877 семей. Плотность населения составляла 1617,3 жителей на квадратную милю (624,4 /км²). Насчитывалось 1545 единиц жилья со средней плотностью 721,8 на квадратную милю (278,7/км²). Расовый состав населения города составлял 97,57 % белых, 0,26 % афроамериканцев, 0,26 % коренных американцев, 0,58 % азиатов, 0,38 % приходится на другие расы и 0,95 % приходится на две или более других рас. Испаноязычные или латиноамериканцы любой расы составляли 1,53 % от популяции тауншипа.
Насчитывалось 1418 домохозяйств, из которых в 31,7 % воспитывались дети в возрасте до 18 лет, проживающие с ними, 45,3 % представляли собой супружеские пары, проживающие вместе, в 12,9 % домохозяйств женщины проживали без мужей и в 38,1 % домохозяйств не было семей. 33,5 % всех домохозяйств состояли из одного человека, при этом в 15,1 % из них проживали одинокие люди в возрасте 65 лет и старше. Средний размер домохозяйства — 2,31, а семьи — 2,95 человека. Население города было распределено: 24,2 % младше 18 лет, 8,5 % в возрасте от 18 до 24, 27,5 % в возрасте от 25 до 44, 21,6 % в возрасте от 45 до 64 и 18,3 % в возрасте 65 лет и старше. Средний возраст жителя округа 39 лет. На каждые 100 женщин приходилось 87,5 мужчин. На каждые 100 женщин старше 18 приходилось 85,1 мужчин.
Средний доход домохозяйства в городе составлял 32 125 долларов, а средний доход семьи — 42 650 долларов. Средний доход мужчин составлял 34 758 долларов против 20 288 долларов у женщин. Доход на душу населения в городе составлял 17 465 долларов. Около 9,3 % семей и 14,1 % всего населения находились ниже черты бедности, в том числе 16,1 % младше 18 и 14,3 % старше 65 лет.

## Образование
Бэд-Акс обслуживается государственными школами Бэд-Акс, которые состоят из:
Начальная школа Бэд-Акс.
Средняя школа Бэд-Акс
Средняя школа Бэд-Акс
Окружная начальная школа имени Джорджа Э. Грина была закрыта в 2011 году; альтернативная средняя школа Ascent High School находится в ее бывшем здании. Начальная школа Бэд-Акс в настоящее время находится в здании, которое занимала средняя школа округа.